# 穆列塔
穆列塔（西班牙語：Murieta）是西班牙纳瓦拉的一个市镇。总面积4平方公里，总人口273人（2001年），人口密度68人/平方公里。